# إنجرسول لوكوود
إنجرسول لوكوود (بالإنجليزية: Ingersoll Lockwood)‏ (2 أغسطس 1841 - 30 سبتمبر 1918) كان محامي وكاتب أمريكي له العديد من الروايات الموجهه للأطفال ولقد إشتهر بكونه كاتب روايات بارون ترامب. 